# Віспа мавп
Ві́спа мавп (mpox, лат. variola vimus, англ. monkeypox, також зрідка мавпяча віспа) — зоонозне природноосередкове віспоподібне захворювання з групи тих, які спричинюють віруси з родини поксвірусів. Віспа мавп схожа за клінічними ознаками на натуральну віспу. ВООЗ після низки консультацій із світовими експертами почне використовувати новий термін «mpox» як синонім мавпячої віспи. Обидві назви використовуватимуться одночасно протягом одного року, поки вживання терміна «віспа мавп» у медичній практиці має бути припинено.
Збудника віспи мавп (вірус віспи мавп) віднесено до тих біологічних агентів, які офіційно визнано чинниками біологічної зброї.

## Історичні відомості
Ще в XIX столітті дослідники неодноразово описували захворювання мавп, що перебігали з рясним пустульозним висипом, а нерідко й з досить високою летальністю. Однак, оскільки такі спалахи зазвичай виникали після захворювання людей, їх розцінювали як наслідок зараження тварин від людей. Уперше випадки віспоподібного захворювання, що виникли поза всяким зв'язком із людьми, були зафіксовані у 1958 році в Копенгагені серед мавп, яких було завезено в Державний інститут сироваток із Сингапуру. До цього часу натуральна віспа в країні вже була ліквідована, а тривалість інкубації дозволяла виключити ймовірність зараження мавп на місцях вилову. Спалахи були зареєстровані в двох партіях тварин, завезених з інтервалом майже 5 місяців. Проведені вірусологічні дослідження дозволили Р. фон Магнусу зі співавторами у 1958 році з організму крабоїдних мавп Macaca fascicularis виділити вірус із родини поксвірусів, що відрізнявся за деякими ознаками від вірусу натуральної і коров'ячої віспи. Його назвали «Копенгаген».
З моменту повідомлення про перший спалах захворювання, що отримав назву «віспа мавп», відомо про декілька таких спалахів у різних наукових установах, де проводили експерименти з мавпами, і навіть у природних умовах. Через те, що вірус був вперше ідентифікований у 1958 році при дослідженні мавп, яких було відправлено із Сінгапуру, що ймовірно було причиною того, що хворобу назвали «віспою мавп». Однак природними хазяїнами вірусу, швидше за все, є гризуни та інші дрібні ссавці.
Спочатку існувала думка, що віспа мавп не є небезпечною для людей. Головним аргументом було те, що люди, які спілкувалися з хворими тваринами, залишалися здоровими. Можливо причиною цього була не стільки низька вірулентність вірусу для людей, як міркували, скільки те, що в період, коли починалися роботи з цим вірусом, ще не була скасована обов'язкова вакцинація проти натуральної віспи, що, як з'ясувалося, захищає й від віспи мавп.
У 1970 році в Республіці Заїр було описано перший випадок віспи мавп у людини — в дев'ятирічного хлопця.

## Актуальність
Віспа мавп була обмежена тропічними вологими лісами Центральної і Західної Африки аж до 2003 року, коли перші випадки хвороби були зареєстровані в Західній півкулі. Наприкінці весни 2003 року кілька захворілих людей було виявлено на Середньому Заході Сполучених Штатів Америки. У них була гарячка, висип, респіраторні симптоми і лімфаденопатія після контакту з хворими луговими собаками прерій видів Cynomys, що були інфіковані вірусом віспи мавп. Епідеміологічне розслідування прийшло до висновку, що всі підтверджені випадки віспи мавп у цих тварин були пов'язані із загальним розподільником, де лугові собачки були розміщені або транспортувалися разом з африканськими гризунами з Гани. Серед цих гризунів були гамбійські щури, які є на сьогодні відомими резервуарами віспи мавп в їхньому природному середовищі існування в Африці.
На 2016 рік повідомлено про понад 850 випадків віспи мавп у людей. Спалах відбувся в 2016 році в Центральноафриканській республіці, коли 17 серпня в одному з селищ помер мисливець. У тому ж селищі від 4 вересня до 7 жовтня відбулось 26 послідовних випадків цієї хвороби. У 2017 році почався спалах у 14 штатах Нігерії, де в період від 4 вересня до 9 грудня захворіло 233 людей, 1 з них, який був імуноскомпрометований, помер. Проведені епідеміологічні розслідування показали, що джерела інфікування людей є численними і не зв'язаними між собою. Станом на 15 вересня 2018 року зафіксовано 269 випадків у 16 штатах та одній окремій території країни З 1 січня по 13 вересня 2020 року в Демократичній Республіці Конго зареєстровано 4594 випадки хвороби включаючи 171 померлого (летальність 3,7 %). Упродовж такого ж періоду в 2019 році зафіксовано 3794 випадки включаючи 73 померлих (летальність 1,9 %).
Незважаючи на те, що для поксвірусів притаманна генетична стабільність, усе-таки інколи з'являються біологічні варіанти (біовари), які відрізняються один від одного. Існує дві чіткі категорії вірусу — клада басейну річки Конго та клада Західної Африки. Тому віспа мавп може перебігати в двох варіантах — доброякісному з одиничними висипаннями і непорушеним загальним станом та тяжкому з рясним висипом, задишкою, лімфаденітом, високою летальністю. при ураженні кладою басейну Конго летальність сягає до 10 % випадків, тоді як західноафриканська клада зазвичай виявляє летальність менш ніж в 1 % випадків. ВІЛ-інфекція збільшує ризик смерті людей, інфікованих вірусом віспи мавпи.
По ліквідації натуральної віспи звільнилася біологічна ніша, що вона займала нею, а відповідне закінчення противіспяної вакцинації, безумовно сприяє проникненню поксвірусів тварин у людську популяцію. Також можливо випадки віспи мавп були в людей і до першого випадку реєстрації в 1970 році, адже до цього вони ховалися мабуть серед значного більшого числа хворих на натуральну віспу. Від моменту ліквідації натуральної віспи у 1978 році в Африці й світі їх стали спостерігати. Багаторазові пасажі вірусу тварин, зокрема віспи мавп, через організм людини можуть додати цьому вірусу нових патогенних властивостей і спричинити появу не менш тяжкої хвороби, якою була для людства натуральна віспа.
Серйозною проблемою може стати віспа мавп для медицини подорожей. Відсутність імунітету в туристів, що приїжджають у місця, ендемічні по віспі мавп, створює можливості для їхнього інфікування. Відомі випадки завезення хвороби далеко за межи природного ареалу, як ото у 2019 році до Сінгапуру, у 2021 році до Великої Британії, причому у 2-х випадках відбулася передача хвороби від хворої людини. 17 липня 2021 року повідомлено про випадок хвороби в США у мандрівника після повернення з Нігерії. 25 листопада 2021 року повідомлено про новий випадок у громадянина США після приїзду з Нігерії.

### Спалах 2022—2023 років
У травні 2022 року повідомлено, що в Іспанії, Португалії, Великій Британії, США виявлено практично одночасно до 40 випадків хвороби у молодих людей, що практикують секс із чоловіками. Надалі з'явилися повідомлення про появу випадків хвороби в Німеччині, Швеції, Австралії, Канаді, Ізраїлі. Іспанські діячі охорони здоров'я повідомили, що кластер випадків у Мадриді пов'язаний з одним закладом гігієни. Станом на 21 травня 2022 року у 12 країнах світу підтверджено 92 випадки хвороби, з яких багато не мають в анамнезі факту мандрівки до природних осередків хвороби в Центральній Африці, і у 28 людей віспа мавп підозрюється. Проведені дослідження показали, що спалах хвороби спричинює західноафриканська генетична клада вірусу. Через такий багатокраїнний спалах у світі ВООЗ зібрала 21 травня 2022 року екстрену нараду Стратегічної та технічної консультативної групи з інфекційних небезпек із пандемічним та епідемічним потенціалом, яка мала розглянути усі аспекти спалаху і сформулювати висновок для Генерального директора ВООЗ, чи є загроза переростання його пандемію. Науковці не змогли поки що дати рекомендації та продовжують дослідження. Станом на 23.05 2022 року хворобу зафіксовано у 15 країнах, виявлено більше 100 випадків. Значне зростання відмічено у Великій Британії. Бельгія ввела 3-тижневий карантин для захворілих. Станом на 24.05 2022 року зареєстровано більше 160 випадків у 16 країнах світу. Станом на 25.05 2022 року кількість уражених збільшилася, додалися ще випадки у ще 3 країнах. Станом на 26 травня 2022 року в 23 країнах підтверджено 257 випадків та підозрюється 120. Станом на 2 червня 2022 року у світі зареєстровано 780 підтверджених випадків у 27 неендемічних країнах. Станом на 8 червня в 28 неендемічних країнах виявлено 1285 випадків хвороби без жодної смерті. Клінічна картина випадків віспи мавп була різною. Багато випадків у цьому спалаху не мають класично описаної клінічної картини віспи мавп. Описані атипові ознаки включають: наявність лише кількох висипань або навіть лише одного висипання; вони часто починаються в області геніталій або промежини/періанальної області і не поширюються далі; висипання, що з'являються на різних (асинхронних) стадіях розвитку; поява висипу перед збільшенням лімфатичних вузлів, гарячки, нездужання або інших симптомів. Шляхи передачі під час статевого контакту залишаються невідомими; хоча відомо, що тісний фізичний контакт може призвести до передачі, неясно, яку роль у передачі віспи мавп відіграють статеві рідини, включаючи сперму та вагінальну рідину. Обговорюється припущення, що передача йде виключно контактно, як це відбувається при передачі людині коров'ячої віспи. З 1 січня 2022 року ВООЗ повідомила про випадки віспи мавп у 42 країнах з п'яти регіонів ВООЗ (Америка, Африка, Європа, Східне Середземномор'я та Західна частини Тихого океану). Станом на 15 червня відомо про 2103 лабораторно підтверджених випадки, включаючи одну смерть у Нігерії. Спалах віспи мавп продовжує уражати в першу чергу чоловіків, які мають статеві стосунки з чоловіками, які повідомили про нещодавні секс із новими або кількома партнерами. Підтвердження одного випадку віспи мавп в країні вважається спалахом. Несподівана поява віспи мавп у кількох регіонах при початковій відсутності епідеміологічних зв'язків із районами, де історично повідомлялося про віспу мавп, свідчить про те, що деякий час могла бути невиявлена передача. Станом на 22 червня 2022 року в світі зареєстровано 3413 випадків хвороби в 50 країнах за межами ендемічної території. Комітет із надзвичайних ситуацій Міжнародних медико-санітарних правил (2005) зібрався 23 червня 2022 року щодо спалаху віспи мавп у кількох країнах, щоб повідомити Генеральному директору ВООЗ щодо того, чи є це надзвичайною ситуацією у сфері громадського здоров'я, що має міжнародне значення. Комітет попередив Генерального директора, що спалах являє собою надзвичайну ситуацію на даному етапі, однак Комітет визнав надзвичайний характер події і те, що контроль за подальшим поширенням цього спалаху вимагає інтенсивних зусиль. Вони порадили, що подію слід уважно відстежувати та переглядати через кілька тижнів, коли стане доступною додаткова інформація про поточні невідомі (наприклад, інкубаційний період, роль передачі статевим шляхом тощо), щоб визначити, чи відбулися значні зміни, які можуть вимагають перегляду їхньої поради. Генеральний директор прийняв пораду Комітету, додавши у заяві, що ситуація вимагає колективної уваги та скоординованих дій, щоб зупинити подальше поширення, використовуючи заходи громадського здоров'я, включаючи спостереження, відстеження контактів, ізоляцію та догляд за пацієнтами, а також забезпечення вакцинами та методами лікування, доступними для груп ризику та їхнього справедливого розподілу.
23 липня 2022 року Генеральний директор ВООЗ Тедрос Аданом Гебреїсус оголосив цей спалах надзвичайною ситуацією в галузі суспільної охорони здоров'я, що має міжнародне значення. Це відбулось через швидке поширення хвороби. На момент такої реакції ВООЗ у світі зареєстровано більше 16 тисяч випадків у 75 країнах.
З 1 січня по 7 серпня 2022 року лабораторно підтверджено 27 814 випадків віспи мавп і 11 летальних випадків у 89 країнах /територіях / зонах у всіх шести регіонах ВООЗ. З 25 липня 2022 року виявлено 11 798 нових випадків (збільшення на 74 %) і шість нових смертей. Повідомлено, що ще 14 нових країн сповістило ВООЗ про випадки хвороба. За останні сім днів 42 країни повідомили про зростання щотижневої кількості випадків, причому найбільше зростання було зареєстровано в Бразилії. Є 14 країн, які не мають зареєстрованих нових випадків понад 21 день, протягом відомого максимального інкубаційного періоду захворювання.
З 1 січня 2022 року випадки віспи мавп надійшли до ВООЗ із 101 держави-члена у всіх 6 регіонах ВООЗ. Станом на 29 серпня 2022 року о 17 годині за центральноєвропейським часом у ВООЗ було повідомлено про 47 751 лабораторно підтверджених випадків і 302 ймовірних випадки, включаючи 15 смертей. Починаючи з 13 травня 2022 року, велика частка цих випадків була зареєстрована з країн, де раніше не було задокументовано передачі віспи мавп. До 10 найбільш постраждалих країн у світі увійшли: Сполучені Штати Америки (n = 16 965), Іспанія (n = 6 459), Бразилія (n = 4 216), Німеччина (n = 3 422), Франція (n = 3 421), Велика Британія (n = 3340), Перу (n = 1300), Канада (n = 1228), Нідерланди (n = 1136) і Португалія (n = 846). Разом на ці країни припадає 88,7 % випадків, зареєстрованих у всьому світі. За останні 7 днів 33 країни повідомили про збільшення тижневої кількості випадків, причому найбільше зростання зафіксовано в Іспанії. 21 країна повідомила про відсутність нових випадків за останні 21 день. За останні 7 днів 2 країни повідомили про свій перший випадок: Індонезія (22 серпня) і Південний Судан (29 серпня).
15 і 19 вересня 2022 року в Україні виявлено два перших випадки віспи мавп. 28 вересня 2022 року в Україні зареєстровано четвертий випадок мавпячої віспи.
З 1 січня по 2 жовтня 2022 року в світі виявлено 68 900 випадків віспи мавп, 25 з яких закінчилися смертю. Випадки зафіксовані в 106 країнах/територіях у всіх шести регіонах ВООЗ.
З 10 по 16 жовтня 2022 року кількість випадків віспи мавп, зареєстрованих у регіонах Європи та Америки продовжує зменшуватися, демонструючи загальну тенденцію до зниження з серпня 2022 року. З 5 жовтня 2022 року виявлено 4537 нових випадків (збільшення загальної кількості випадків на 6,6 %) і зареєстровано чотири нові смерті. Загалом з 1 січня по 16 жовтня 2022 року виявлено 73 437 лабораторно підтверджених випадків віспи мавп і 29 смертей у 109 країнах/територіях всіх шести Регіонів ВООЗ.
Протягом тижня з 17 по 30 жовтня 2022 року кількість зареєстрованих випадків віспи мавп в Європі та Америці продовжує знижуватися, що відповідає загальній тенденції до зниження, яка спостерігається із серпня 2022. На регіон Америки продовжує припадати найвища кумулятивна частка випадків віспи мавп, зареєстрованих у всьому світі, і найбільша частка нових випадків. щотижня. З 1 січня по 30 жовтня 2022 року загалом 77 264 лабораторно підтверджених випадків віспи мавп та 36 смертельних випадків зареєстровано ВООЗ із 109 країн/територій/областей у всіх 6 регіонах ВООЗ. З 19 жовтня 2022 року зареєстровано 3827 нових випадків (збільшення на 5,2 % загальної кількості випадків), і зареєстровано 7 нових смертей. За останні сім днів 15 країн повідомили про збільшення тижневої кількості випадків, причому найбільше зростання є в Нігерії. Загалом 58 країн не повідомляли про нові випадки протягом понад 21 дня, що є максимальним інкубаційним періодом хвороби.
З 1 січня по 27 листопада 2022 року зареєстровано ВООЗ загалом 81 107 лабораторно підтверджених випадків віспи мавп та 55 смертельних випадків із 110 країн/територій/областей у всіх 6 регіонах ВООЗ. З 16 листопада 2022 року зареєстровано 1696 нових випадків (збільшення на 2,1 % загальної кількості випадків), і зареєстровано 5 нових смертей. За 7 днів 10 країн повідомили про збільшення тижневої кількості випадків, причому найбільше зростання є в Перу. Загалом 71 країна не повідомила про нові випадки протягом понад 21 дня, що є максимальним інкубаційним періодом хвороби.
За період з 27 листопада 2022 року до 5 січня 2023 року виявлено 1319 нових випадків хвороби та 10 нових смертей (8 з них в Перу). З 1 січня 2022 року загальна кількість захворілих у світі досягла 83 943 випадків, 75 з яких закінчилися смертю. Вісім країн повідомили про збільшення тижневої кількості випадків, при цьому найбільше зростання було зареєстровано в Мексиці. Станом на 5 січня 79 із 110 постраждалих країн не повідомили про нові випадки понад 21 день.
За період з 5 січня до 31 січня 2023 року виявлено 716 нових випадків хвороби і 9 нових смертей. З 1 січня 2022 року загальна кількість захворілих у світі досягла 85 449 випадків, 89 з яких закінчилися смертю. За останні сім днів 22 країни продовжували повідомляти про випадки захворювання, з них 13 країн повідомили про випадки захворювання збільшення щотижневої кількості випадків, причому найбільше зростання було зареєстровано в Мексиці (n=72). У 2023 році 39 із 110 постраждалих країн повідомили про нові випадки протягом останніх 21 дня.
11 травня 2023 року Генеральний директор ВООЗ сповістив, що взяв до уваги рекомендацію, яка викладена у звіті п'ятої зустрічі Комітету з надзвичайних ситуацій Міжнародних медико-санітарних правил (2005) щодо спалаху mpox (віспи мавп) у багатьох країнах. Він оголосив, що згідно із звітом спалах більше не вважається надзвичайною ситуацією в галузі суспільної охорони здоров'я, яке має міжнародне значення. Він дав доручення розробити нові практичні рекомендації з цього питання

### Спалах 2024 року
Генеральний директор ВООЗ Тедрос Аданом Гебреїсус 14 серпня 2024 року оголосив новий спалах mpox надзвичайною ситуацією в галузі суспільної охорони здоров'я, що має міжнародне значення згідно з Міжнародними медико-санітарними правилами (2005 р.). Він виголосив: «Поява нової клади вірусу mpox, швидке поширення у східній частині Демократичної республіки Конго та повідомлення про випадки в кількох сусідніх країнах зумовлюють велику тривогу. На додачу до спалахів інших клад mpox у країнах Африки, очевидно, що потрібна скоординована міжнародна відповідь, щоб зупинити ці спалахи та врятувати житті». 2023 року кількість зареєстрованих випадків значно зросла, і вже 2024 року їхня кількість перевищила загальну кількість минулого року: понад 15 600 випадків і 537 смертей. Минулого місяця було зареєстровано понад 100 лабораторно підтверджених випадків клади 1b у чотирьох сусідніх з ДРК країнах, які раніше не повідомляли про mpox: Бурунді, Кенії, Руанді та Уганді. Експерти вважають, що справжня кількість випадків є більшою, оскільки значна частина клінічно сумісних випадків не була перевірена. Кілька спалахів різних клад вірусу mppox відбулися в різних країнах з різними механізмами передачі вірусу та різними рівнями ризику. Дві вакцини, які наразі використовуються проти mpox, рекомендовані Стратегічною консультативною групою експертів ВООЗ з імунізації, а також схвалені національними регуляторними органами зі списку ВООЗ, а також окремими країнами, включаючи Нігерію та Демократичну республіку Конго.
З 1 січня 2022 року ВООЗ повідомили про випадки хвороби з 123 держав-членів у всіх 6 регіонах ВООЗ. Станом на 31 серпня 2024 року ВООЗ повідомила про загалом 106 310 лабораторно підтверджених випадків, включаючи 234 смерті. Станом на серпень 2024 року кількість зареєстрованих нових випадків за місяць зросла на 15,6 % порівняно з попереднім місяцем. Більшість випадків, зареєстрованих за минулий місяць, були зареєстровані в Африканському регіоні (62,3 %) та Європейському регіоні (13,7 %).
Спалах mpox, спричинений кладою Ib, який почався у вересні 2023 року в Демократичній Республіці Конго, має зростаючу кількість випадків у країні, а також поширюється на сусідні країни. Бурунді, Кенія, Руанда та Уганда повідомили про свої перші випадки віспи. Кілька з цих випадків пов'язані зі східними частинами Демократичної Республіки Конго, і кожна з цих країн ідентифікувала вірус віспи мавп класу Ib. Згідно з наявними епідеміологічними даними, ця група швидко поширюється серед дорослих через тісні фізичні контакти, включаючи сексуальні контакти, виявлені в мережах секс-працівників та їхніх клієнтів. У міру подальшого поширення вірусу уражені групи змінюються, вірус також поширюється в домогосподарствах та інших місцях. Крім того, Кот-д'Івуар повідомляє про випадки зараження віспою мавп кладою II вперше з початку спалаху в кількох країнах у 2022 році.

## Етіологія
За своєю структурою вірус віспи мавп походить з роду Orthopoxvirus, що входить до підродини Chordopoxvirinae родини Poxviridae, не відрізняється від вірусу натуральної віспи — має типову для поксвірусів форму і розміри. За певними особливостями його можна відрізнити від інших вірусів цієї родини (визначення морфології віспин, проба на кролику, деякі серологічні реакції).
Вірус віспи мавп патогенніший для дорослих білих мишей при інтрацеребральному зараженні, ніж вірус натуральної віспи. Високо чутливі до нього молоді бавовняні пацюки і білі миші, а також кролики, білки, гігантські мурахоїди. Слабко сприйнятливі дорослі білі пацюки, морські свинки і золотаві хом'яки, але у них інфекція може перебігати субклінічно, проте сероконверсія розвивається.
Виділяють 2 генетичні клади вірусу. Центральноафриканська (басейн річки Конго), яка перейменована експертами ВООЗ на кладу I, передається легше й спричинює більш тяжкий перебіг, аніж (західноафриканська) клада II. Географічним місцем розмежування обох клад є Камерун, єдина країна, де виявлені обидві.
Аналіз клади I виявив наявність щонайменше 190 відкритих рамок зчитування. Гени, які, як відомо, важливі для ортопоксвірусів, присутні в центральній частині геному вірусу. Однак підмножина рамок зчитування усічена у геномі вірусу віспи мавп порівняно з
геномами інших ортопоксвірусів. Відсутність деяких рамок зчитування і, відповідно, генів може відповідати за нижчий рівень імунного відхилення вірусів клади II відносно таких клади I.
Поглиблені дослідження показали, що за своїми серологічними властивостями вірус віспи мавп перебуває ближче до вірусу натуральної віспи, ніж до вірусів вакцини і коров'ячої віспи.
Вірус існує у двох різних інфекційних формах: внутрішньоклітинний зрілий і позаклітинний оболонковий, які відрізняються своїми поверхневими глікопротеїнами й інфікують клітини за допомогою різних механізмів. Реплікація цього вірусу є складним процесом, але, як правило, вважається ідентичним до інших ортопоксвірусів. Вхідні рецептори для вірусу віспи мавп не були чітко ідентифіковані, хоча було припущено, що проникнення цього вірусу залежить від штаму та хазяїна клітинного типу, включає численні поверхневі рецептори: хондроїтинсульфат або гепарансульфат. При дослідженні вакцинного вірусу мавп поверхневі білки H3, A27 і D8 були пов'язані із зв'язуванням вірусу. Як виявлено, після зв'язування збільшується надходження в клітину через 11 консервативних білків, які утворюють комплекс, відомий як вхідний комплекс синтезу.

## Епідеміологічні особливості

### Джерело і резервуар інфекції
Віспа мавп ендемічна для регіону вологих тропічних лісів. Можливо мавпи є основним джерелом цієї інфекції, або тільки резервуаром, при чому самі заражаються від інших тварин, зокрема, від гризунів. 1997 року в ДР Конго були проведені дослідження на тваринах, спійманих у дикій природі. Їх протестували на наявність нейтралізуючих антитіл проти вірусу віспи мавп, що вказувало на роль природних водойм у підтриманні циркуляції. Антитіла були знайдені в організмі домашніх свиней (Sus scrofa), гамбійських щурів (Cricetomys emini), слонових землерийок (Petrodromus tetradactylus), деревних білок Томаса (Funisciurus anerythrus) і Кула (Funisciurus congicus), сонячних білок (Heliosciurus rufobrachium). Доведено високу сприйнятливість до вірусу віспи мавп представників американських лугових собачок і можливість поширення між ними інфекції повітряно-крапельним механізмом. Можливість зараження людини від людини і тварини від людини донині не прояснена.

### Механізм і шляхи передачі
Механізм зараження людини віспою мавп аналогічний такому при натуральній віспі — повітряно-крапельний. Найчастіше в природних умовах проживання мавп це відбувається повітряно-пиловим шляхом при обробленні тушок мавп, яких використовують потім для готування їжі. Проте, можливе передавання збудника й від людини до людини прямим повітряно-крапельним шляхом, описані навіть випадки внутрішньолікарняного і внутрішньолабораторного зараження.

### Сприйнятливість та імунітет
Підвищують сприйнятливість до віспи мавп інфекційні захворювання, які знижують імунологічну реактивність (зокрема, кір).
Більшість відомих випадків віспи мавп у людей (близько 85 %) припадає на вік до 16 років.
Імунітет проти натуральної і коров'ячої віспи захищає й від віспи мавп. Можливі причини спалаху 2022 року можуть бути пояснені ослабленням імунітету проти натуральної віспи у населення та припиненням вакцинації проти натуральної віспи після її елімінації в світі. Дослідження, проведене в Заїрі в 1988 році показало, що особи, вакциновані проти натуральної віспи під час національної кампанії вакцинації, яка почалася за 12 років до початок збору даних, мали приблизно на 85 % меншу ймовірність заразитися віспою мавп, ніж ті, хто не був щеплений.

## Клінічні ознаки
Інкубаційний період становить 4-20 днів, у середньому 12. Починається захворювання гостро, раптово, з підвищення температури тіла, м'язового і головного болю; можливі нудота, блювання, втрата апетиту, прострація, фарингіт, задишка і кашель з мокротинням або без нього.
Подальша динаміка захворювання, терміни появи й еволюція елементів висипу аналогічні таким при натуральній віспі, однак за перебігом більше нагадує її легкі форми або середньотяжкі, хоча зрідка бувають й тяжкі геморагічні варіанти клінічного перебігу. Як і при натуральній віспі, висип з'являється на слизових оболонках рота, статевих органах, кон'юнктиві й рогівці. Спочатку елементи висипу з'являються на голові, а потім швидко поширюються на тулуб і кінцівки, охоплюючи також долоні й підошви. Більшість елементів висипу мають розміри 3-15 мм діаметром. Незважаючи на те, що пустули, які утворилися в процесі перетворення елементів висипу, бувають досить великими (5-10 мм у діаметрі), після їхнього підсихання і відпадання скоринок рубці формуються більш поверхневі, ніж при натуральній віспі, хоча й також чітко помітні, що може створити косметичні проблеми і, відповідно, психологічні ускладнення. Тривалість існування висипу до 2-3 тижнів допоки усі пустули не перетворяться на кірочки.
Головна відмінність віспи мавп — наявність майже в 90 % захворілих лімфаденіту. Його поява поєднується нерідко з гарячкою, але може на 1-2 дні відставати від початкових проявів хвороби. Можуть збільшуватися шийні, пахові, пахвові лімфатичні вузли ізольовано в одній ділянці (за типом регіонарного лімфаденіту) або генералізовано. Звичайне збільшення лімфовузлів передує появі віспяного висипу. У подальшому окремі лімфовузли можуть нагноюватися.
Елементи висипу не є болючими, проте біль з'являється при приєднанні вторинної гнійної інфекції. Висип може перебігати разом із помірним свербежем.
Загальна тривалість захворювання — до 2-3 тижнів.

## Діагностика

### Загальноклінічна
У перші дні хвороби в клінічному аналізі крові спостерігається лімфоцитоз, який змінюється в стадію пустули нерізким лейкоцитозом зі зсувом формули вліво до юних форм. ШОЕ збільшена.

На тлі гарячкової альбумінурії у сечі можуть з'являтися еритроцити (при тяжкому перебігові — в значній кількості), лейкоцити, циліндри.

### Специфічна
При світловій мікроскопії у препаратах із вмісту пухирців можна виявити вірус віспи мавп. Обов'язковою умовою є забір матеріалу саме з везикул до трансформації їх у пустули. Точнішу і чіткішу уяву про особливості структури вірусу, який знаходиться в досліджуваному матеріалі, дає електронна мікроскопія. Уже за кілька годин можна отримати відповідь при використанні методу імунофлюоресценції: він не тільки дає можливість виявити вірус, але й ідентифікувати його.
 Остаточну відповідь на питання, який зі збудників із родини поксвірусів спричинив захворювання, дає вирощування збудників на фрагментах хоріоналантоїсної оболонки курячих ембріонів або інших середовищах для вирощування вірусів.
Уже з 2-го тижня у хворих з'являються специфічні антитіла, які можна визначити за допомогою реакції зв'язування комплементу (РЗК), реакції пасивної гемаглютинації (РПГА), реакції гальмування гемаглютинації (РГГА), реакції нейтралізації (РН).
Також доступною є в цій ситуації полімеразна ланцюгова реакція (ПЛР), яка дає можливість виявлення специфічної для цього вірусу РНК. ВООЗ включила першу метод діагностики цієї хвороби in vitro до  методів свого переліку екстрених випадків. Схвалення екстреного використання аналізу Alinity m MPXV, виготовленого компанією Abbott Molecular Inc., матиме ключове значення для розширення діагностичних можливостей у країнах, де різко зросла потреба у швидкому та точному тестуванні мавп'ячої віспи. Рання діагностика цієї хвороби дає можливість своєчасного лікування та контролю над поширенням вірусу.

## Лікування
Усіх хворих на віспу мавп госпіталізують, їм забезпечують спеціальний режим розміщення і ведення, виключається можливість внутрішньолікарняного поширення інфекції.
Використовують як етіотропну терапію метисазон (по 0,6 г 2 рази на день протягом 4-7 діб), який було свого часу застосовано при лікуванні натуральної віспи.
У зв'язку з тим, що після розкривання пустул можливе приєднання інфекції, рекомендоване призначення антибіотиків широкого спектра дії для профілактики гнійно-септичних ускладнень. Тривалість курсу антибактерійної терапії визначають індивідуально.
Дуже важливого значення набуває догляд за хворим, його харчування, з огляду на ураження шкіри і слизових оболонок. Їжа повинна бути рідкою, малосольною, не містити екстрактивні й подразнювальні речовини. Після кожного прийому їжі необхідно здійснювати ретельний туалет порожнини рота слабким розчином (2-5 %) борної кислоти. Її ж можна використовувати для промивання очей. Шкіру варто протирати розчином калію перманганату (1:5000), камфорного спирту тощо. А в період реконвалесценції можна навіть обмивати хворих у ванні зі слабким розчином калію перманганату (рожеве забарвлення води).
Обов'язкове здійснення при виразній інтоксикації дезінтоксикаційної терапії (парентерально і перорально), а при великих ранових поверхнях, коли відбувається рясна втрата рідини, необхідно коригувати водно-електролітний баланс і КОС.
За тяжкого перебігу можливе призначення глюкокортикостероїдів, особливо у тих випадках, якщо не виключається крововилив у кору надниркових залоз із дефіцитом гормонів.
За показниками застосовують серцеві і судинні засоби.
За наявності геморагічного синдрому показане переливання свіжої або замороженої плазми.
13 серпня 2018 року повідомлено, що створено ефективний етіотропний препарат проти вірусів натуральної, мавпячої та коров'ячої віспи тековірімат (TPOXX®). Препарат пригнічує функцію основного білка вірусної оболонки, необхідного для існування поксвірусів поза клітиною. Таким чином, віруси не можуть вийти із зараженої клітини, а також не відбувається поширення їх всередині організму.

## Профілактика
Хворі через загрозу високої контагіозності мають бути негайно госпіталізовані в спеціальні лікувальні установи. У приміщенні, де знаходився хворий, здійснюють ретельну остаточну дезінфекцію, а контактним особам установлюють карантин терміном на 21 день як при натуральній віспі. Одночасно їм слід призначити метисазон, що додатково зменшує ризик зараження контактних.

## Перебіг віспи у мавп
Має певні особливості:
- у початковій стадії захворювання проявляється рясним петехіальним висипом, що через стадії папули, везикули, пустули перетворюється після відпадання кірок у рубці;
- найбільше висипань буває на долонях і підошвах;
- усі елементи висипу перебувають одночасно на одній стадії розвитку на відміну від перебігу натуральної віспи у мавп;
- стан тварин упродовж усієї хвороби залишається задовільним.